# William McIntyre (juge)
Pour les articles homonymes, voir McIntyre.
William Rogers McIntyre, né le 15 mars 1918 à Lachine au Québec et décédé le 14 juin 2009 à Victoria en Colombie-Britannique, était un juge canadien. Il a été juge puîné de la Cour suprême du Canada du 1er janvier 1979 au 15 février 1989. Il a été nommé membre de l'ordre du Canada.

## Biographie
William Rogers McIntyre est né le 15 mars 1918 à Lachine au Québec. Alors qu'il était encore tout jeune, il déménagea, avec sa famille, à Moose Jaw en Saskatchewan. En 1939, il a été diplômé d'un baccalauréat universitaire ès lettres de l'Université de la Saskatchewan. Après avoir servi durant la Seconde Guerre mondiale, il a été diplômé d'un baccalauréat universitaire en droit de l'Université de la Saskatchewan. En 1947, il entra aux barreaux de la Saskatchewan et de la Colombie-Britannique et pratiqua le droit à Victoria en Colombie-Britannique.
En 1967, il a été nommé juge de la Cour suprême de la Colombie-Britannique. En 1973, il a été promu à la Cour d'appel de la Colombie-Britannique. Le 1er janvier 1979, il a été nommé juge puîné de la Cour suprême du Canada. Il prit sa retraite le 15 février 1989. En 1991, il a été nommé compagnon de l'ordre du Canada. Il décéda le 14 juin 2009 à Victoria à l'âge de 91 ans des suites d'un cancer de la gorge.